# Collettgården

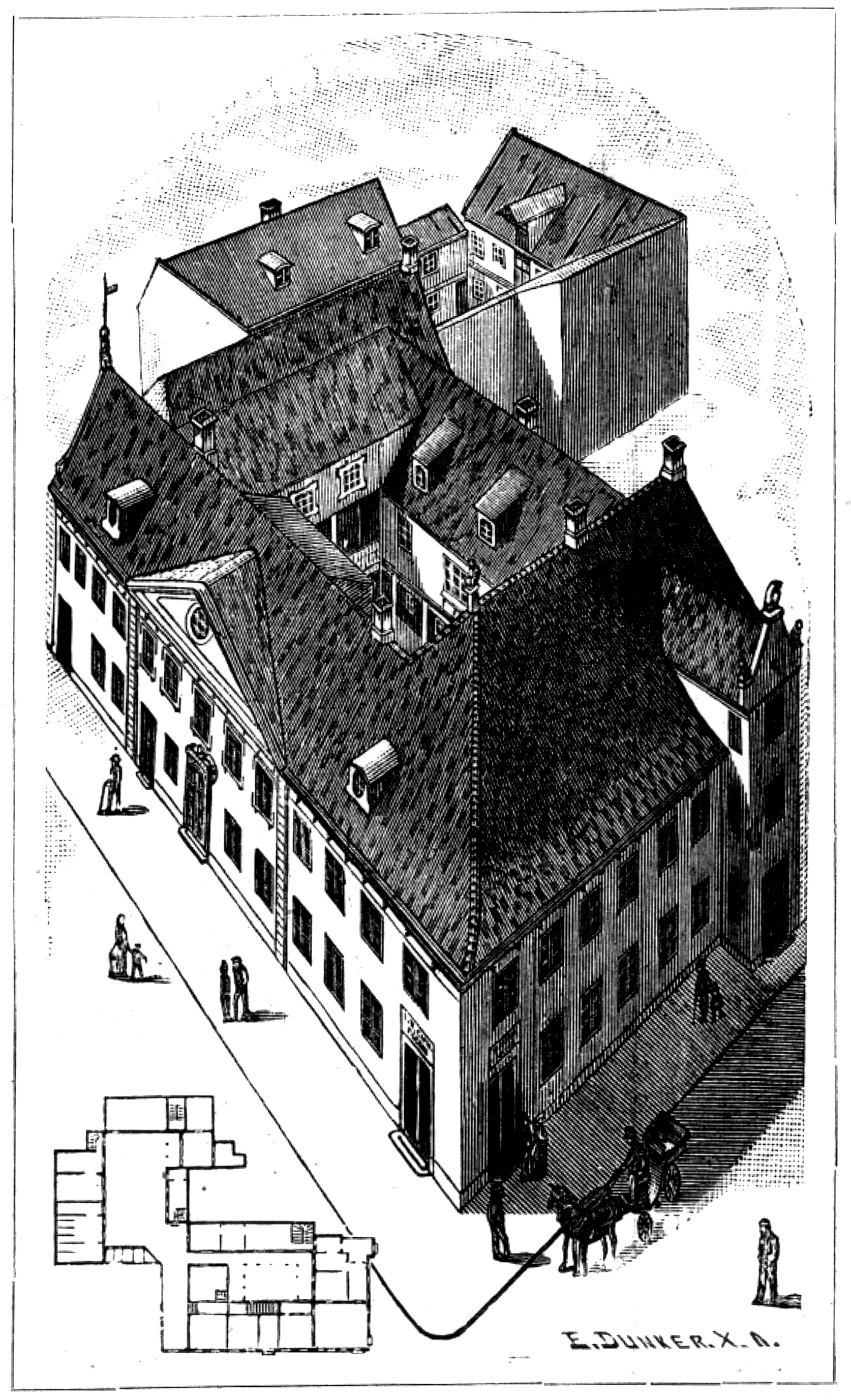
Fågelperspektiv

Collettgården, eller Collett- og Cappelengården, tidigare också  Cappelengården, är en byggnadsminnesförklarad Oslobyggnad, som numera finns på Norsk Folkemuseum i Oslo.
Den äldsta delen är en flygel som byggdes mot Tollbugatan i mitten av 1600-talet, med en gavel mot Kirkegate. Colettgården köptes 1703 av träexportören James Collett, varefter den ägdes därefter av släkten Collett 125 år. Taket gjordes om till ett valmat tak under 1700-talet. Byggnaden fick sitt slutliga utförande 1760, då flygeln mot Kirkegate förlängdes och byggdes på till två våningar av James Collett (1728–1794). Samtidigt fick fasaden ett entréparti med en frontespis i barockstil. Anläggningen bestod också av ytterligare två flyglar och en inbyggd gård med svalgångar, samt ytterligare en gård inåt kvarteret med ekonomibyggnader runt omkring.
Otto Collett (1784–1833) var den siste ägaren till handelshuset Collett & Søn, och sålde huset 1828. Från 1843 drev en gren av familjen Cappelen en bokhandel och J.W. Cappelens Forlag i gården. Den ägdes inom släkten Cappelan till 1939.
Collettgården förklarades som byggnadsminne, men trots detta revs byggnaden 1939 för att ge plats till ett nytt förlagshus till Cappelan. Den demonterade huvudbyggnaden med tillhörande flyglar, men ej ekonomibyggnaderna, flyttades till Norsk Folkemuseum på Bygdøy, där anläggningen efter 25 års lagring återuppfördes 1963-82.